# جس وایکسلر
جس وایکسلر (انگلیسی: Jess Weixler) یک هنرپیشه اهل ایالات متحده آمریکا است.
از فیلم‌ها یا برنامه‌های تلویزیونی که وی در آن نقش داشته‌است می‌توان به همسر خوب، دندان‌ها، گم شدن الانور ریگبی، منهتن کوچک، پول و چهره عشق اشاره کرد.